# سفید کوه (کرمانشاه)
سفید کوه نام کوهستانی در ۱۰ کیلومتری جنوب شهر کرمانشاه در غرب ایران است که بلندترین قله آن ۲۸۰۵ متر ارتفاع دارد، خط الرأس كوه سفيد مرز طبيعي بين منطقه درود فرامان و سر فيروز آباد ماهيدشت است.